# Portonaccio (Veio)
Svetišče Minerve v Portonacciju je arheološko najdišče na zahodni strani planote, na katerem je bilo starodavno etruščansko mesto Veji, severno od Rima, Italija. Nahajališče je dobilo ime po kraju znotraj vasi Isola Farnese, ki je del Municipio XX, mesta Rim.
Pomembno je po prefinjeni večbarvni terakota dekoraciji, ki je bila tukaj najdena tako količinsko kot kakovostno, in ni primerljiva v Etruriji, veliko pa je je mogoče videti v  Julijevi vili  (villa Giulia) v Rimu.

## Najdišče
Svetišče je bilo zgrajeno v 7. stoletju  pred našim štetjem v zaseku na strani hriba, nad katerim se je dvigalo mestno obzidje Veija. Eden najbogatejših virov etruščanskih artefaktov (lončenine in drugih predmetov, vpisani v etruščanščini in terakota kipov ter drugih dekorativnih elementov) je vseboval dve glavni zgradbi, eno svetišče, posvečeno boginji Menervi (etruščanski zapis) in drugo, tempelj. Na strehi je imel kipe Turmsa, Hercla, Apolona (Apolon iz Veija) in Leto, in je veljal za Apolonov tempelj. Zraven njega je bil pravokoten bazen in vodnjak, ki je bil dobro oskrbljen. Mesto je ostalo gozdnato, kot je bilo v starih časih, ko so ga obkrožali sveti nasad in zid.
Na eni strani je obnovljena streha templja Apolona.
To mesto je v 1940-ih izkopal Massimo Pallottino, arheolog, specializiran za etruščansko civilizacijo in umetnost, objavili pa so ga desetletja pozneje prva in druga generacija njegovih študentov.

### Svetišče Minerve
Portonaccio Svetišče Minerve je bilo prvi toskanski tip, tako imenovanega etruščanskega templja, postavljen v Etruriji (približno 510 pred našim štetjem) . Rekonstrukcija, ki jo je leta 1993 predlagal Giovanni Colonna skupaj z Germanom Foglia, predstavlja kvadratno konstrukcijo s stranico okoli 18 m, na nizkem podiju (približno 1,8 metra na 29 cm temelja) in ki je bila razdeljena na pronaos z dvema stebroma, ki tvorita pročelje med vhodi, globok 7,3 m in skupino na zadnji strani, sestavljeno iz treh 9,1 m globokih vzporednih cel. 6,4 m stebri so bili narejeni iz štokanega tufa, stene v notranjosti pronaosa pa okrašene z različnimi slikami na glinenih ploščah. Streha je bila lesena, prekrita z večbarvno terakoto. Terakota je bila položena na izpopolnjen način, združena z bronastimi vstavki in okrašena z obilico plastičnih vložkov, večinoma ročno modeliranih, med katerimi je čudovita serija velikih antefiksov (čelnih opečnih zaključkov) z glavami gorgon, menad in satirov.

### Apolonov tempelj
To svetišče, med najstarejšimi in najbolj cenjenimi v celotni Etruriji, je bilo zunaj mesta in ob cesti, ki je vodila do Tirenske obale in solnih polj Veija. Njegovo najstarejše jedro je bilo vezano na kult boginje Minerve in majhni tempelj, kvadratni oltar, portik in stopnice s ceste so bili v njeno čast zgrajeni približno 530–530 pred našim štetjem. Tricelični tempelj z večbarvnim okrasom iz terakote je bil postavljen okoli leta 510 pred našim štetjem na zahodnem delu svetišča . Ob templju je bil velik bazen s predorom in ograjo, ki je obdajala sveti gozd. Tempelj je bil posvečen bogu Apolonu v njegovem preroškem oraklju, ki ga je navdihnil modelu v Delfih, na katerega so bile vezane očiščevalne ceremonije.
Do sredine 5. stoletja pred našim štetjem so bila vsa dela na templju končana in začelo se je počasno propadanje, medtem ko so bile na vzhodnem sektorju svetišča Minerve strukture obnovljene. Ponoven zagon kultnega čaščenja Minerve, ki se je nadaljeval tudi po rimski osvojitvi Veija (396 pr. n. št.), dokumentira čudovita serija votivnih kipov klasičnih in poznoklasičnih fantov, kot je znamenita glava, Malavolta kot nakazuje na pomembno vlogo boginje v obredih prehoda od mladostništva do odraslosti, ki so nakazale temeljne faze življenja članov plemiških družin iz Veiju. V 2. stoletju pred našim štetjem so odprli kamnolom tufa, ki je uničil osrednje območje svetišča, kar je povzročilo poškodbe templja in drsenje materiala. Obnova drobcev svetišča je določil začetek izkopavanj leta 1914, ki so se nadaljevala po odkritju znamenitega kipa Apolona leta 1916.

## Galerija
- Boginja Leto (Latona) iz Apolonovega templja, Veji (Villa Giulia)
- Terakota arhitrav Apolonovega templja, Veji (Villa Giulia)